# Хоморец
Хоморе́ц (укр. Хоморець) — река на Украине, протекает по территории Полонского и Шепетовского районов Хмельницкой области. Впадает в реку Хомора (бассейн Днепра) в городе Полонном, в одном километре вверх по течению Хоморы от железнодорожного моста на линии Шепетовка — Казатин.

## География
Длина реки 24 км, площадь водосборного бассейна 74,2 км². Долина неширокая, местами заболочена.

## Происхождение названия
По мнению краеведов название реки произошло от имени мельника Хомы, который жил и работал на мельнице на реке.